# Vaulx-en-Velin
Pour les articles homonymes, voir Vaulx.
Vaulx-en-Velin (prononcé /vo.ɑ̃.vlɛ̃/ ou /vo.ɑ̃.və.lɛ̃/) est une commune française située dans la métropole de Lyon en région Auvergne-Rhône-Alpes. Située dans la banlieue est de Lyon, elle fait partie des communes dites de l'Est lyonnais, tout comme Bron ou Décines-Charpieu. Ses habitants sont appelés les Vaudais.

## Géographie

### Localisation
La commune est située sur la rive gauche du Rhône, à 7,6 km à vol d'oiseau au nord-est du centre de Lyon et appartient à la première couronne de l'« Est lyonnais », ensemble de communes situées en banlieue est de Lyon.
Le territoire est réparti entre espace urbain (résidentiel et industriel) principalement à l'ouest et au sud, espaces verts notamment au nord-ouest (Grand parc de Miribel-Jonage) et espaces agricoles encore importants (maraîchage au nord : le cardon est le symbole de la ville).

### Communes limitrophes
Les communes limitrophes sont Miribel, Neyron, Bron, Villeurbanne, Décines-Charpieu et Rillieux-la-Pape.
| Rillieux-la-Pape Caluire-et-Cuire | Neyron (Ain)   | Miribel (Ain)    |
| Villeurbanne                      | Vaulx-en-Velin | Décines-Charpieu |
| Villeurbanne                      | Bron           | Chassieu         |

### Géologie et relief
Vaulx-en-Velin est située dans la plaine alluviale du Rhône, sur sa rive gauche. Le territoire communal se divise en deux parties bien distinctes : au nord la partie la plus proche du fleuve est aussi la plus basse (172 m au Bourg, centre du vieux village). Elle a longtemps été exposée aux inondations, comme la plaine des Brotteaux et la Guillotière. Au sud, et séparée de la partie nord par le canal de Jonage, s'étend une partie plus haute d'une dizaine de mètres (184 m à la « Grange Perdue »), dénommée « La Côte ». Il s'agit de la « balme viennoise » ou coteau qui s'étend en direction est - ouest de Décines-Charpieu aux quartiers de Maisons Neuves et Cusset à Villeurbanne, et domine l'ancien cours du Rhône : la voie ferrée du Chemin de fer de l'Est de Lyon, ainsi que la route départementale 517 de Villeurbanne vers Décines-Charpieu empruntent ce passage à l'abri des inondations.

### Hydrographie

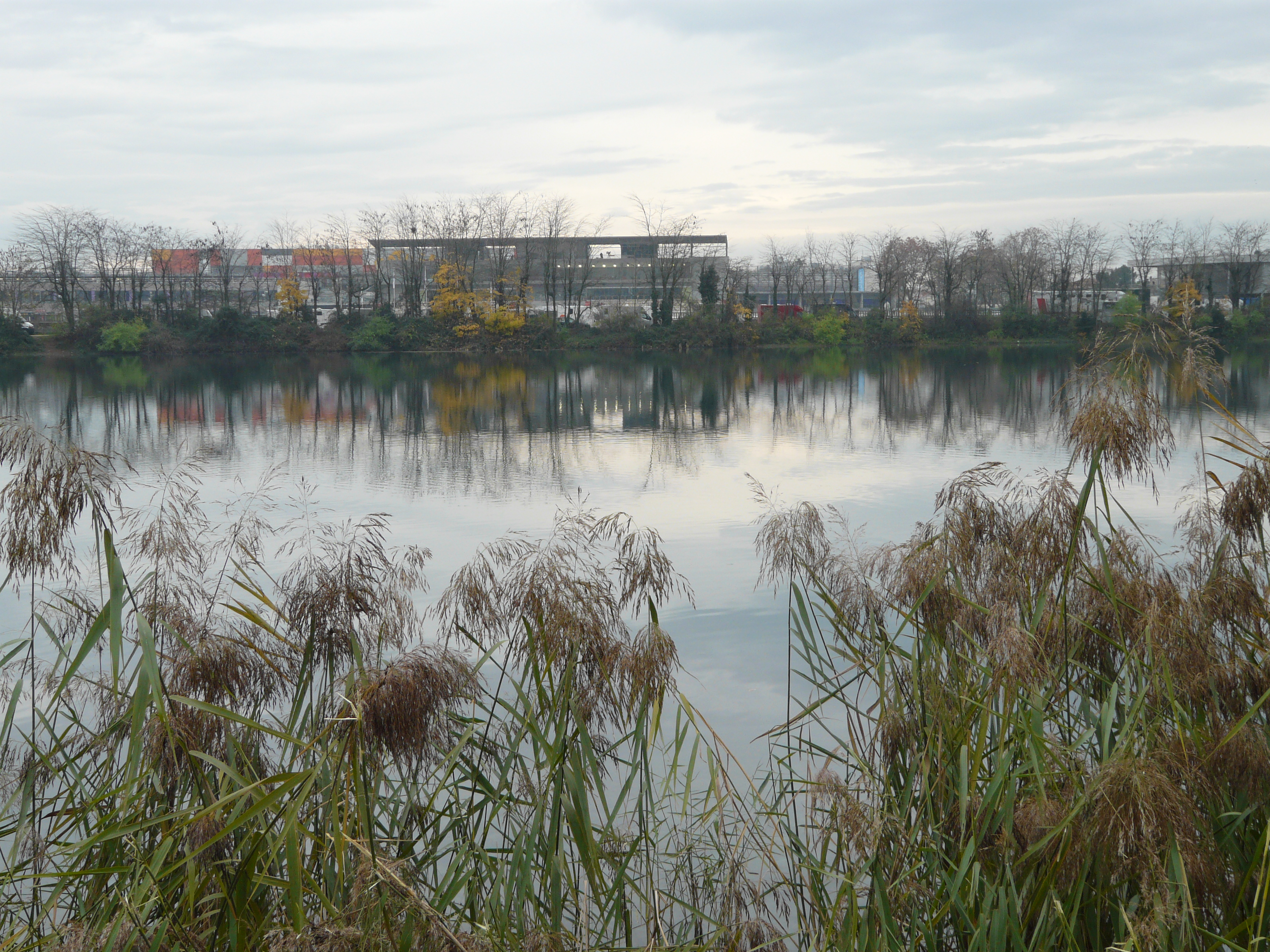
Le canal de Jonage et le centre commercial du Carré de soie sur la rive sud.

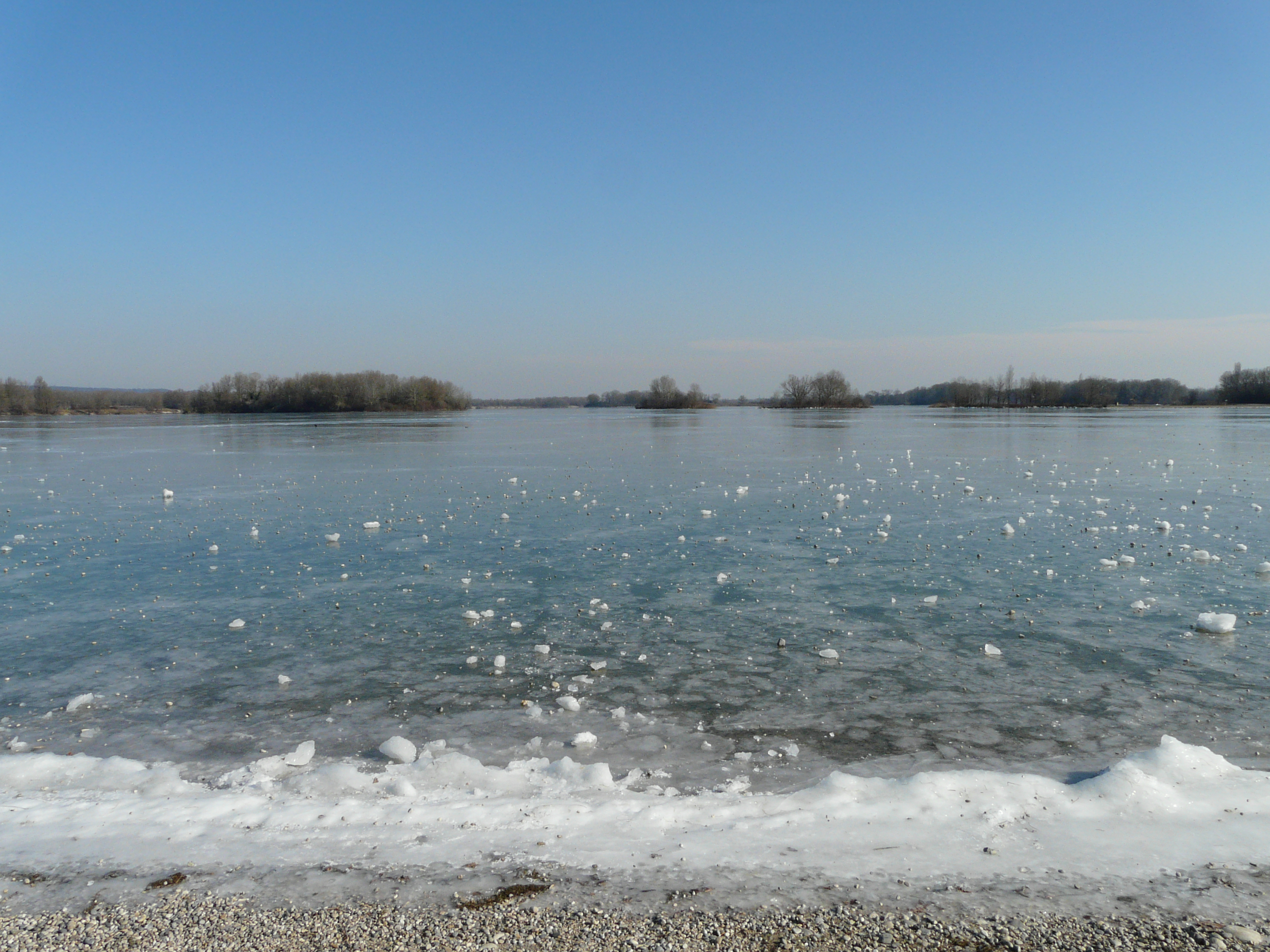
La plage du Morlet sur le lac des Eaux-Bleues en hiver.

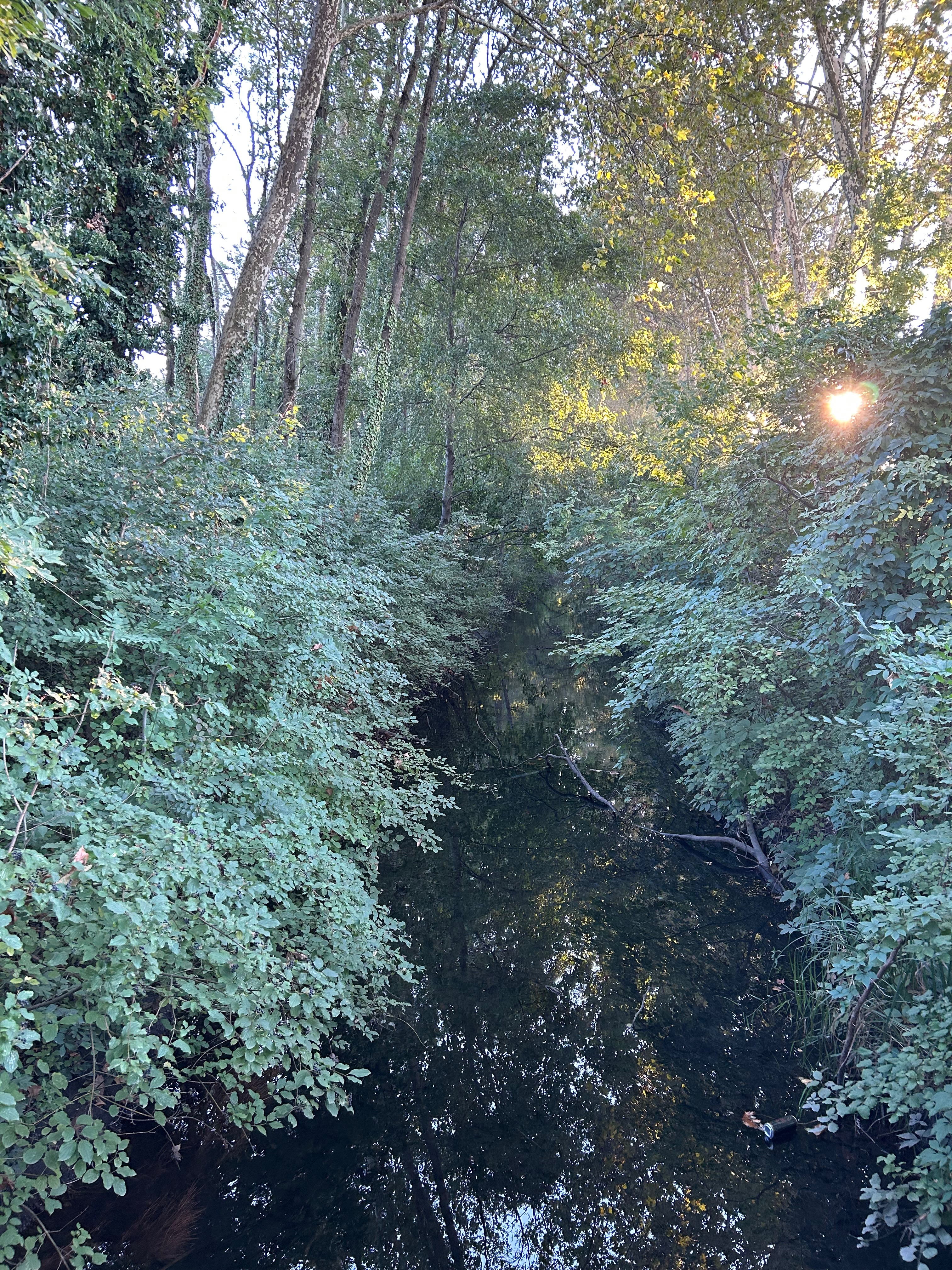
La Rize à Vaulx.

La ville de Vaulx-en-Velin est entourée d'eau : le canal de Miribel longe la limite communale au nord, le Vieux Rhône et le plan d'eau des Eaux Bleues, anciens bras du Rhône, occupent le nord et le nord-est du territoire, tandis qu'au sud et à l'ouest le canal de Jonage (dans lequel se jette le Vieux Rhône), longé par la Rize, petit affluent de rive gauche du Rhône, coupe le territoire vaudais en deux et le sépare des communes voisines de Villeurbanne et Décines-Charpieu,.
Le Rhône a toujours joué un grand rôle dans l'histoire de Vaulx-en-Velin, comme de tous les villages situés sur ses rives en amont de Lyon. Le fleuve se divisait autrefois en multiples bras ou « tresses » qui se déplaçaient au gré d'inondations fréquentes et dévastatrices. Il s'ensuivait d'innombrables querelles et procès entre les communes riveraines sur la propriété des « broteaux »,. Ces inondations et la présence fréquente de brouillard (la « niôle ») rendaient les conditions de vie difficiles : les récoltes étaient emportées par les crues ou abîmées par les pluies, le climat malsain des marais entraînait une mortalité infantile très élevée.
Les hommes ont longtemps essayé d'endiguer le cours du Rhône, mais ce n'est qu'au XIXe siècle que le fleuve sera finalement domestiqué.
Le canal de Miribel, au nord de Vaulx, est construit entre 1850 et 1860 avec un double objectif : réguler les crues du Rhône à l'aide de digues submersibles et faciliter la navigation sur le Rhône.
Le creusement du canal de Jonage est entrepris par la Société Lyonnaise des Forces Motrices du Rhône en 1894, dans le double but de réguler les crues du Rhône, grâce notamment au réservoir du Grand Large, et d'alimenter la centrale hydroélectrique de Cusset. Le canal de Jonage est mis en service en 1897. Il coupe la ville de Vaulx-en-Velin en deux parties nord et sud et est franchi par quatre ponts à Vaulx-en-Velin : au sud les ponts de la Sucrerie et de la Soie qui relient les quartiers nord et sud de Vaulx-en-Velin, et à l'ouest les ponts de Cusset et de Croix-Luizet vers Villeurbanne.
Le « syndicat mixte pour l'aménagement du Grand parc de Miribel-Jonage » créé en 1968 aménage pour les loisirs la zone de 3 000 hectares de plans d'eau et de zones humides située entre les canaux de Miribel et de Jonage. Le « lac des Eaux Bleues » occupe la partie nord-est du territoire vaudais.

### Climat
Pour des articles plus généraux, voir Climat d'Auvergne-Rhône-Alpes et Climat du Rhône.
En 2010, le climat de la commune est de type climat océanique altéré, selon une étude du Centre national de la recherche scientifique s'appuyant sur une série de données couvrant la période 1971-2000. En 2020, Météo-France publie une typologie des climats de la France métropolitaine dans laquelle la commune est dans une zone de transition entre le climat semi-continental et le climat de montagne et est dans la région climatique  Bourgogne, vallée de la Saône, caractérisée par un bon ensoleillement (1 900 h/an), un été chaud (18,5 °C), un air sec au printemps et en été et des vents faibles.
Pour la période 1971-2000, la température annuelle moyenne est de 12 °C, avec une amplitude thermique annuelle de 18 °C. Le cumul annuel moyen de précipitations est de 853 mm, avec 9,3 jours de précipitations en janvier et 6,9 jours en juillet. Pour la période 1991-2020, la température moyenne annuelle observée sur la station météorologique de Météo-France la plus proche, « Lyon-Bron », dans la commune de Bron à 5 km à vol d'oiseau, est de 13,0 °C et le cumul annuel moyen de précipitations est de 820,8 mm,. Pour l'avenir, les paramètres climatiques de la commune estimés pour 2050 selon différents scénarios d'émission de gaz à effet de serre sont consultables sur un site dédié publié par Météo-France en novembre 2022.
| Mois                                  | jan.           | fév.             | mars             | avril           | mai             | juin           | jui.           | août           | sep.            | oct.            | nov.            | déc.             | année      |
| ------------------------------------- | -------------- | ---------------- | ---------------- | --------------- | --------------- | -------------- | -------------- | -------------- | --------------- | --------------- | --------------- | ---------------- | ---------- |
| Température minimale moyenne (°C)     | 1,1            | 1,4              | 4,2              | 7,2             | 11,2            | 15             | 17             | 16,6           | 12,8            | 9,6             | 4,9             | 2                | 8,6        |
| Température moyenne (°C)              | 4,1            | 5,2              | 9                | 12,3            | 16,3            | 20,3           | 22,6           | 22,3           | 17,9            | 13,7            | 8,1             | 4,8              | 13         |
| Température maximale moyenne (°C)     | 7,1            | 9                | 13,8             | 17,4            | 21,5            | 25,6           | 28,2           | 28             | 23,1            | 17,7            | 11,4            | 7,7              | 17,5       |
| Record de froid (°C) date du record   | −23 23.01.1963 | −22,5 14.02.1929 | −10,5 07.03.1971 | −4,4 10.04.1949 | −3,8 01.05.1938 | 2,3 01.06.1959 | 6,1 07.07.1962 | 4,6 25.08.1940 | 0,2 24.09.1928  | −4,5 31.10.1950 | −9,4 30.11.1925 | −24,6 22.12.1938 | −24,6 1938 |
| Record de chaleur (°C) date du record | 19,1 10.01.15  | 21,9 25.02.21    | 26 31.03.21      | 30,1 16.04.1949 | 34,2 16.05.1945 | 38,4 27.06.19  | 40,4 24.07.19  | 41,4 24.08.23  | 35,8 05.09.1949 | 30,6 09.10.23   | 23 02.11.1924   | 20,2 18.12.1989  | 41,4 2023  |
| Ensoleillement (h)                    | 711            | 1 024            | 1 737            | 1 977           | 2 238           | 2 565          | 2 881          | 2 631          | 2 041           | 1 314           | 789             | 587              | 20 495     |
| Précipitations (mm)                   | 49,8           | 41,6             | 49,4             | 68,9            | 80,9            | 74,1           | 67,4           | 65,5           | 82,5            | 99,8            | 87,2            | 53,7             | 820,8      |

### Voies de communication et transports

#### Voies routières
Le territoire de la commune est traversé par l'autoroute A42 au nord, la rocade est de Lyon (section de l'autoroute A46 classée en route nationale 346) à l'est, et la route départementale 317 (Lyon - Décines-Charpieu) au sud.
La commune est desservie par la sortie 1a sur l'autoroute A42 et la sortie 5 sur la rocade est.

#### Transports en commun

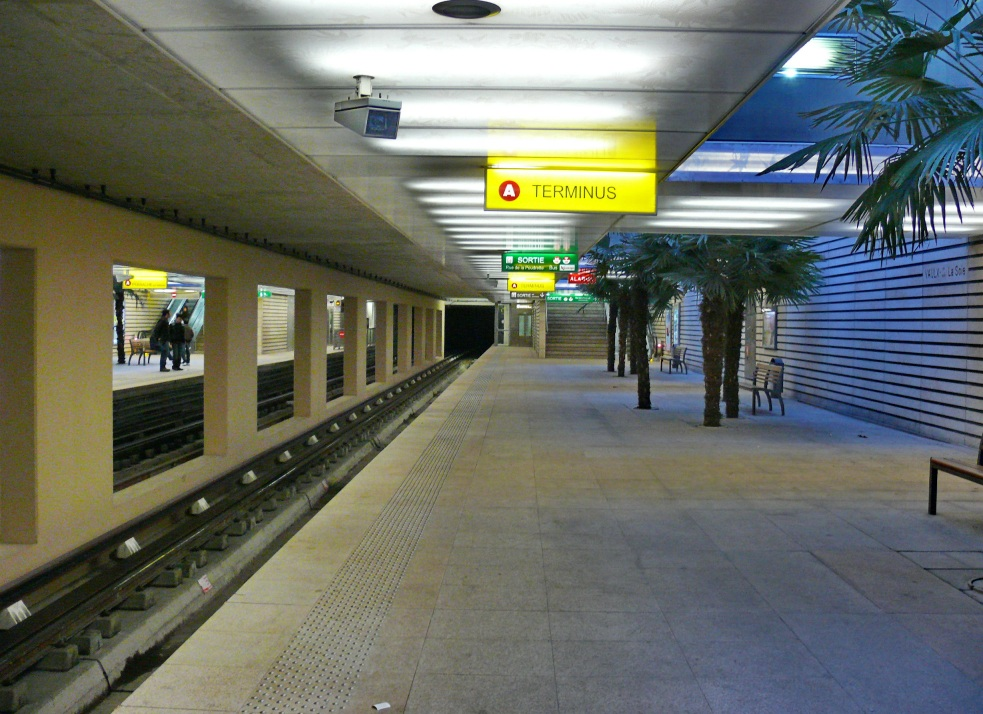
La station Vaulx-en-Velin - La Soie est un important pôle multimodal de l'Est lyonnais.

La commune est desservie par le réseau de transports en commun lyonnais.
Le quartier sud est desservi notamment, depuis 2006, par la ligne T3 qui relie la Part-Dieu à la zone industrielle de Meyzieu à l'est, et depuis 2007, par la ligne A de Perrache jusqu'à la station « Vaulx-en-Velin - La Soie » dont elle est l'un des terminus depuis son prolongement. Enfin depuis août 2010 est venue s'y ajouter la liaison Rhônexpress qui relie l'aéroport de Lyon-Saint-Exupéry à la gare de Lyon-Part-Dieu.
La ligne T9 du tramway est actuellement en construction avec une livraison prévue en 2026. Cette ligne va restructurer les mobilités au sein de Vaulx-en-Velin en reliant le nord et le sud de la commune avec un mode de transport lourd.
Des lignes de trolleybus et de bus complètent cette offre :
- Ligne C3 : Direction Vaulx-en-Velin La Grappinière ou Gare Saint-Paul ;
- Ligne C8 : Direction Grange Blanche ou Vaulx-en-Velin Résistance ;
- Ligne C15 : Direction L.Bonnevay ou Bachut Mairie du 8e ;
- Ligne 7 : Direction L.Bonnevay ou Vaulx Le Bourg ;
- Ligne 16 : Direction Vaulx-en-Velin La Soie ou Décines Grand Large ;
- Ligne 28 : Direction Vaulx-en-Velin La Soie ou Pusignan Gutenberg par Genas ;
- Ligne 37 : Direction Vaulx-en-Velin Marcel Cachin ou Charpennes - Charles Hernu ;
- Ligne 52 : Direction Vaulx-en-Velin la Grappinière ou Parilly université Hippodrome (dimanche seulement terminus aux Sept Chemins) ;
- Ligne 57 : Direction Décines Grand Large ou L.Bonnevay ;
- Ligne 67 : Direction L.Bonnevay ou Meyzieu Avenue de Crottay ;
- Ligne 68 : Direction Chassieu Les Grandes Terres ou Vaulx-en-Velin La Soie ;
- Ligne N80 : Direction Vaulx-en-Velin La Soie, Grand Parc Le Morlet (direct, desserte saisonnière) ;
- Ligne N83 : Direction L.Bonnevay-Vaulx-en-Velin La Soie, Grand Parc Miribel-Jonage (desserte saisonnière) ;
- Ligne N84 : Direction Rillieux - Les Alagniers, Grand Parc Miribel-Jonage (desserte saisonnière) ;
- Ligne 100 : Direction Vaulx-en-Velin La Soie ou Eurexpo (les jours de Salon) ;
- Ligne Zi3 : Direction Z.I. Vaulx-en-Velin Est ou Z.I. Roosevelt ;
- Ligne Zi4 : Direction Vaulx-en-Velin La Soie ou Caluire Chemin Petit ;
- Ligne Zi5 : Direction Vaulx-en-Velin La Soie ou Genas - Rond-Point d'Italie.

## Urbanisme

### Typologie
Au 1er janvier 2024, Vaulx-en-Velin est catégorisée grand centre urbain, selon la nouvelle grille communale de densité à sept niveaux définie par l'Insee en 2022.
Elle appartient à l'unité urbaine de Lyon, une agglomération inter-départementale regroupant 123  communes, dont elle est une commune de la banlieue,,. Par ailleurs la commune fait partie de l'aire d'attraction de Lyon, dont elle est une commune du pôle principal,. Cette aire, qui regroupe 397 communes, est catégorisée dans les aires de 700 000 habitants ou plus (hors Paris),.

### Occupation des sols
L'occupation des sols de la commune, telle qu'elle ressort de la base de données européenne d’occupation biophysique des sols Corine Land Cover (CLC), est marquée par l'importance des territoires artificialisés (61,2 % en 2018), en augmentation par rapport à 1990 (58,3 %). La répartition détaillée en 2018 est la suivante :
zones urbanisées (28,8 %), zones industrielles ou commerciales et réseaux de communication (20,1 %), eaux continentales (15,7 %), zones agricoles hétérogènes (13,4 %), espaces verts artificialisés, non agricoles (12,2 %), prairies (9,8 %). L'évolution de l’occupation des sols de la commune et de ses infrastructures peut être observée sur les différentes représentations cartographiques du territoire : la carte de Cassini (XVIIIe siècle), la carte d'état-major (1820-1866) et les cartes ou photos aériennes de l'IGN pour la période actuelle (1950 à aujourd'hui).

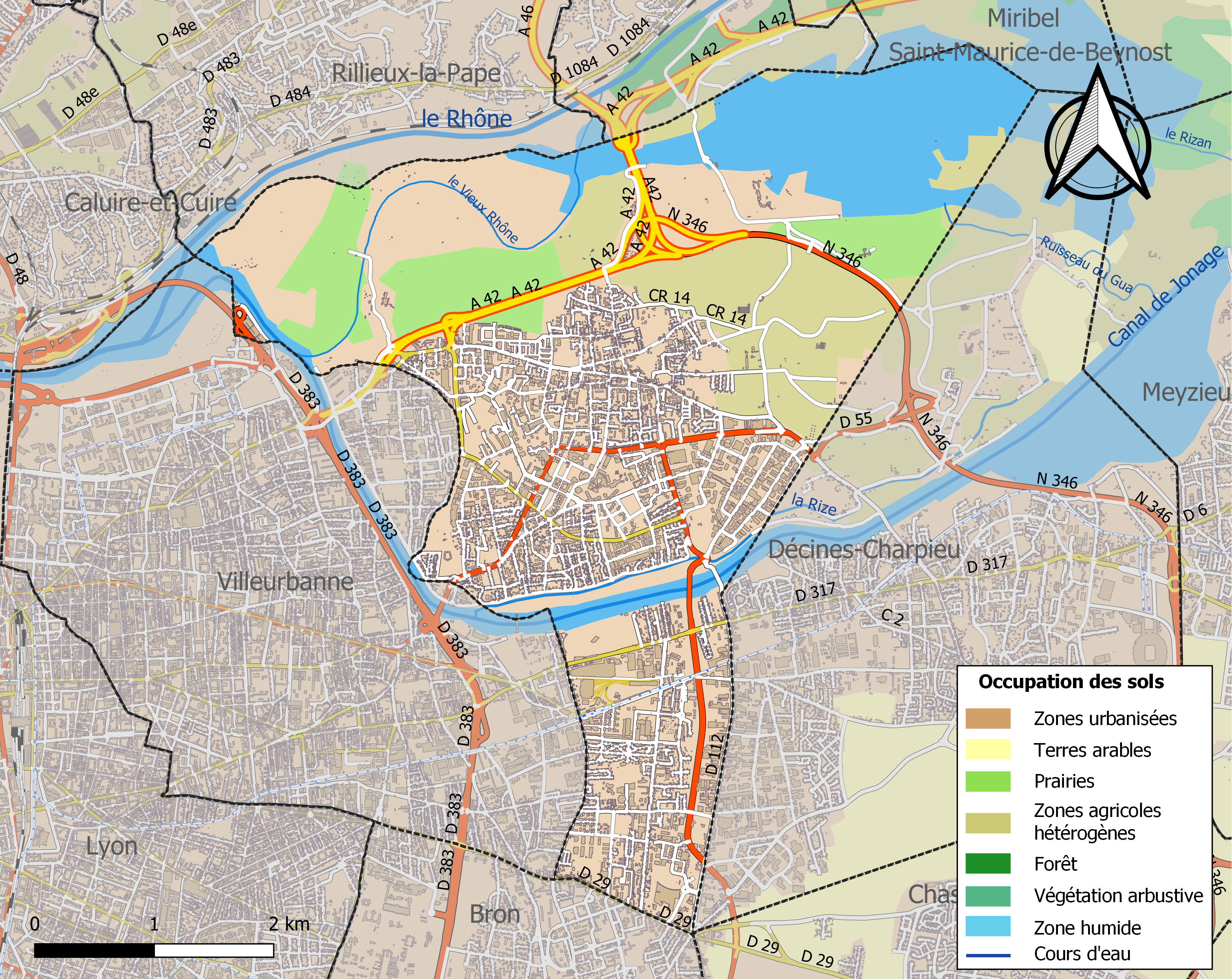
Carte des infrastructures et de l'occupation des sols de la commune en 2018 (CLC).
Carte simplifiée de l'occupation des sols à Vaulx-en-Velin.

### Morphologie urbaine
Des territoires de type très différents coexistent à l'intérieur des limites communales. Les territoires bâtis se concentrent dans la partie ouest.
Au nord du canal de Jonage se trouve le Bourg (ou « le Village »), un ancien village qui a conservé des aspects de son histoire et de son origine rurale tels que l'église, le château, l'ancienne mairie, des fermes en pisé, et où l'habitat est surtout constitué de maisons individuelles. Le centre-ville nouveau, concentre près de là, les grands équipements publics (lycée, planétarium, établissements d'enseignement supérieur). Enfin des grands ensembles, constitués de tours et de barres construites entre 1968 et 1980 entourent le centre-ville. Des zones industrielles ou artisanales s'insèrent dans ce tissu urbain.
Au sud du canal de Jonage, le territoire de Vaulx-en-Velin est entouré par les communes de Villeurbanne, Bron et Décines-Charpieu. Il mêle un habitat principalement pavillonnaire et des zones d'activités, avec la zone industrielle de la Soie et le pôle commercial des Sept-Chemins. Ce quartier, desservi par le métro et deux lignes de tramway, est au cœur d’une importante opération de restructuration urbaine, le Carré de Soie.
Le nord et l'est du territoire communal sont occupés par des zones agricoles et naturelles. Les terres agricoles, proches du bourg dont elles renforcent l'identité rurale, sont consacrées au maraichage. Le nord-ouest de la commune est occupé par les champs captants de Crépieux-Charmy, principale réserve naturelle en eau potable de l’agglomération lyonnaise, non accessible au public. Au nord-est de la commune, s'étend une partie du Grand parc de Miribel-Jonage, situé dans les anciens méandres du Rhône.

### Logement

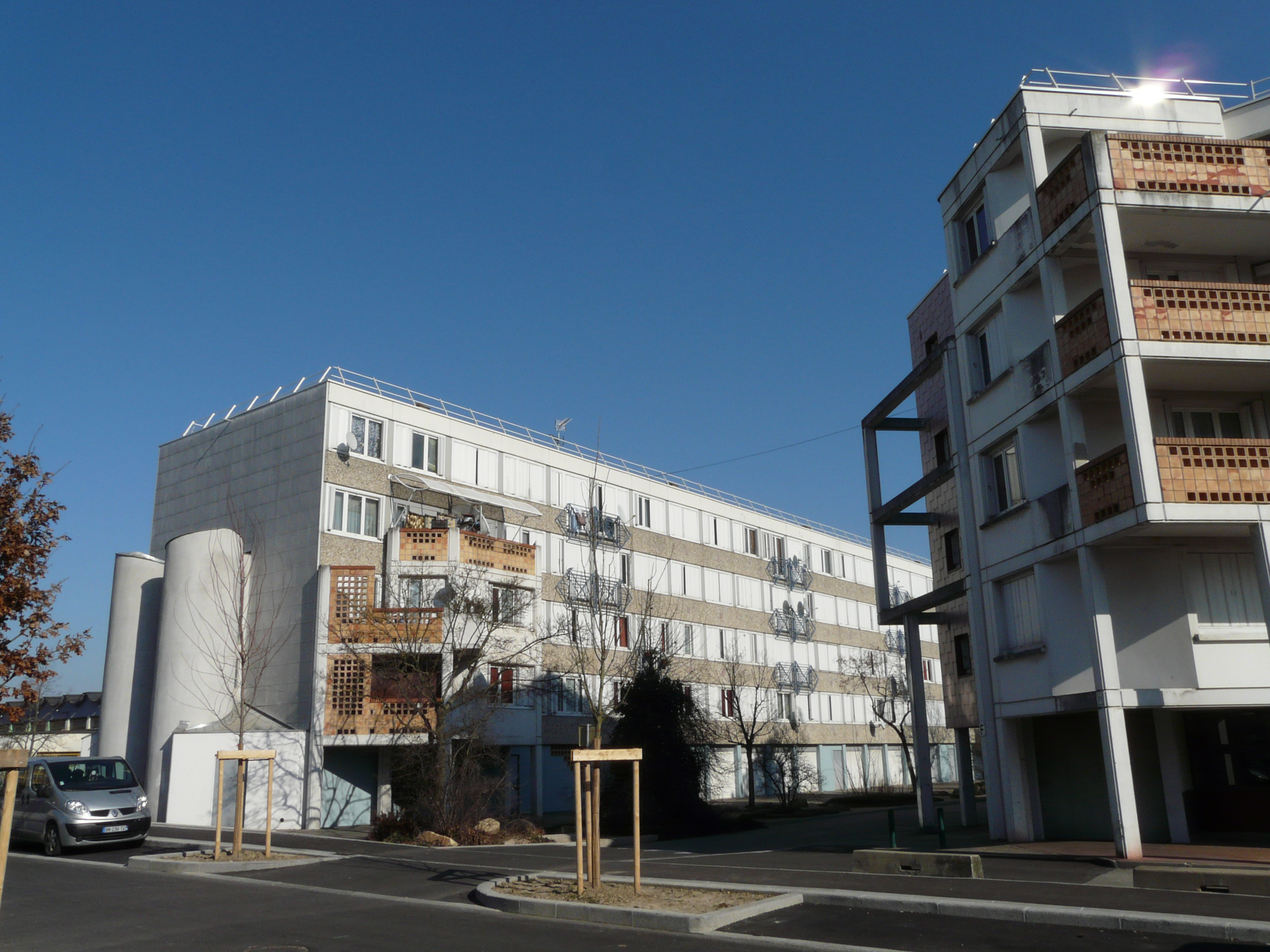
Immeubles d'habitation dans le quartier de la Grappinière

En 2008, Vaulx-en-Velin comptait 14 133 résidences principales, auxquelles s'ajoutaient 1 261 logements vacants, soit 8,2 % du total, et un faible nombre de résidences secondaires. Les maisons représentaient 21,9 % des résidences individuelles, pourcentage en augmentation par rapport au recensement de 1999 (18,8 %) mais inférieur à celui observé dans le département du Rhône (30 %).
La part de résidences principales datant d'avant 1949 s'élevait à 8,5 %. Pour les constructions plus récentes, 51 % des logements dataient d'entre 1949 et 1974 et 40,5 % d'après 1975.
La part de logements sociaux, dont la loi solidarité et renouvellement urbain fixe le minimum à 20 %, s'élève à Vaulx-en-Velin à 66,6 %.

## Toponymie
L'étymologie de Vaulx-en-Velin n'est pas certaine. Le terme latin Valles in Velleno signifiait vallée, ou « lieu bas », des brebis (du latin vellus, velleris) ; Velin évoquant alors une région d'élevage et par extension donnant son nom à l'immense forêt qui couvrait jusqu'au début du Moyen Âge, le Viennois : le pays du Velin. Cette hypothèse semble la plus probable d'autant plus que la carte de Cassini pour laquelle les levés ont eu lieu de 1756 à 1789 mentionne Veaux en Velin. Une autre explication serait que ce toponyme soit lié à quelques particularités de la végétation.

## Histoire

### Préhistoire et antiquité

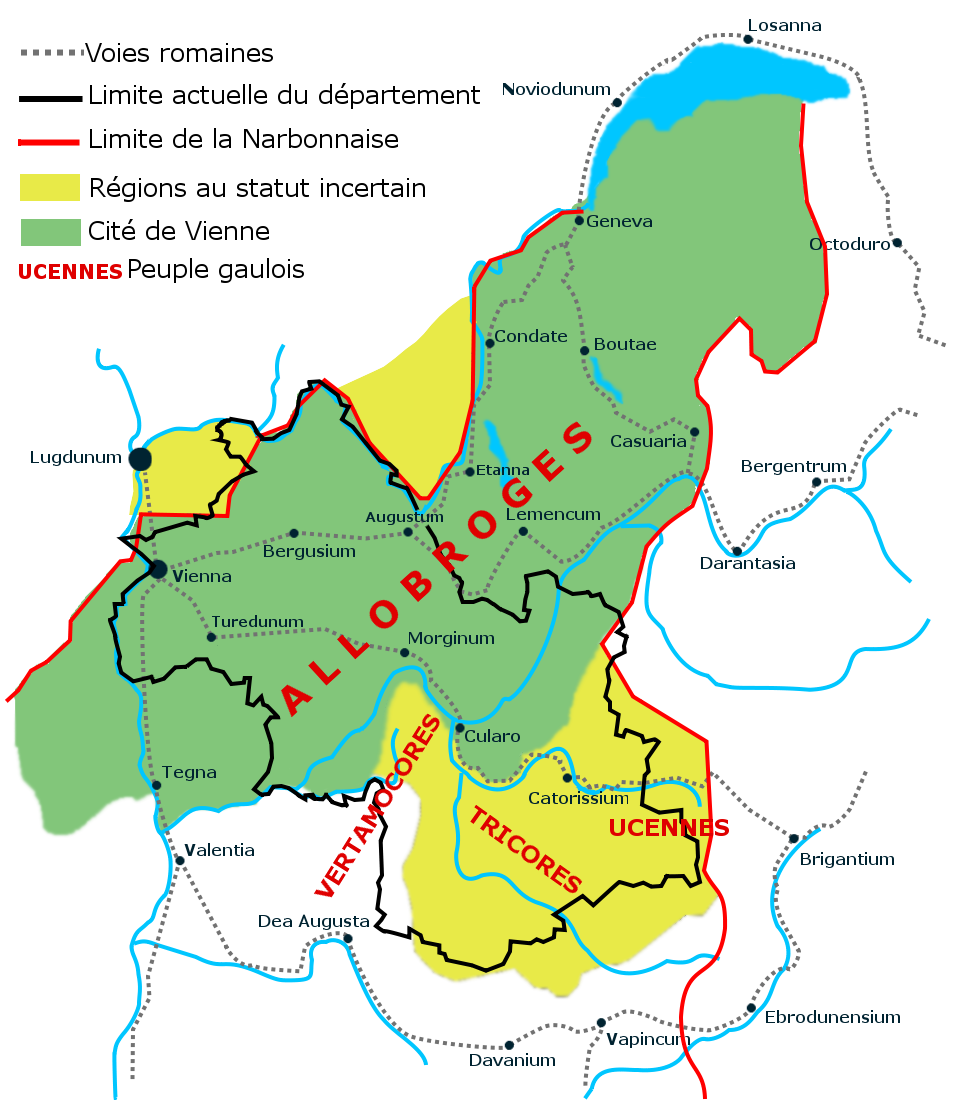
Une carte du territoire de la tribu gauloise des Allobroges présente des zones au statut incertain (ici en jaune), notamment celle où se situe le territoire communal actuel de Vaulx-en-Velin, directement à l'est de la future colonie romaine de Lugdunum. Ainsi, le territoire pourrait dépendre de la tribu des Ambarres qui contrôlerait la Côtière au nord du fleuve Rhône.

Une présence humaine est attestée sommairement durant les périodes du Bronze final et au premier âge du fer.
Avant la conquête romaine, le territoire se serait trouvé sur le territoire des Ambarres, une tribu gauloise dont le nom signifie « vivant des deux (*amb) côtés de la Saône (Arar, la Saône) ». Toutefois, la limite territoriale entre les Ambarres et les Allobroges étant mal déterminée, le territoire n'aurait pas dépendu formellement de l'un ou l'autre de ces deux peuples gaulois du fait de sa situation sur le Rhône. À l'époque romaine, le territoire se situe à proximité de la capitale des Gaules Lugdunum, aujourd'hui Lyon. Une voie romaine reliant Lugdunum à Crémieu aurait traversé l'actuel territoire communal, et des vestiges antiques ont été repérés au lieu-dit le Ratier.
Après la disparition de l'Empire romain la région fut successivement sous le contrôle des Burgondes, puis des royaumes de Provence et de Bourgogne.

### Moyen Âge
La première mention écrite de Vaulx-en-Velin date de 1225 dans le cartulaire de Lyon. Toutefois, il est possible que le village ait été fondé plus tôt. Alain Belmont situe la fondation des villages de Vaulx-en-Velin, Thil et Niévroz dans une période comprise entre l'an mille et 1300, lorsque le lit du Rhône formait un tressage moins étendu, étant donné qu'ils se situent dans des emplacements proches du fleuve, qui plus tard seront régulièrement menacés par les crues.
Selon une hypothèse, Pierre Valdo (ou Vaudès), fondateur du mouvement chrétien des Vaudois, pourrait être né à Vaulx vers 1140.
Jusqu’en 1320, Vaulx-en-Velin dépendait de la seigneurie de Montluel et appartenait à la Bresse.
Cette année-là, un débordement exceptionnel du Rhône fit passer Vaulx de la rive droite à la rive gauche : le village se retrouva sur les terres du Dauphiné. En 1325 Jean de Montluel donna sa terre de Vaulx, qui comprenait également Villeurbanne, au Dauphin de Viennois. En 1349 le Dauphiné fut rattaché à la couronne de France. La terre de Vaulx, comprenant celle de Villeurbanne, fut érigée en marquisat.

### Époque moderne
L'église de Vaulx fut saccagée par les troupes huguenotes du Baron des Adrets en 1562. Les réparations s'effectuèrent lentement, puisque lorsque l'archevêque de Lyon de Marquemont visita la paroisse en 1613, les travaux n'étaient pas terminés.
En 1628, la peste, peut-être apportée par des soldats revenant de Milan, frappa le village de Vaulx-en-Velin, qui fut mis en quarantaine. Cependant la peste se propagea vers Lyon, faisant 30 000 victimes. En janvier 1756, une crue extraordinaire du Rhône recouvrit presque entièrement le village.
À la fin du XVIIIe siècle, le village était une paroisse du Dauphiné, dépendant de l'archiprêtré de Meyzieu, et de l'élection et bailliage de Vienne. À la veille de la Révolution, Vaulx et Villeurbanne partagent des «communaux» et forment une seule communauté fiscale, c'est-à-dire que les deux paroisses se répartissent entre elles les impôts, mais chaque paroisse a sa propre assemblée. Aucune des deux n'est riche, ayant toutes deux à souffrir des inondations du Rhône, mais les terres de Vaulx ont une valeur encore inférieure à celles de Villeurbanne. L'économie repose surtout sur la culture, notamment du chanvre, bien adapté à ces zones marécageuses, et sur l'élevage.
Avec le décret du 26 février 1790 portant créations de 83 départements, la commune de Vaulx-en-Velin est rattachée au département de l'Isère, district de Vienne, elle fait partie du canton de Villeurbanne (comme les communes de Bron, Chassieu, Décines, Meyzieu et Vénissieux).
C'est en 1797 que sera réglé la question des communaux, avec la répartition définitive des terrains entre Villeurbanne et Vaulx-en-Velin.

### Époque contemporaine

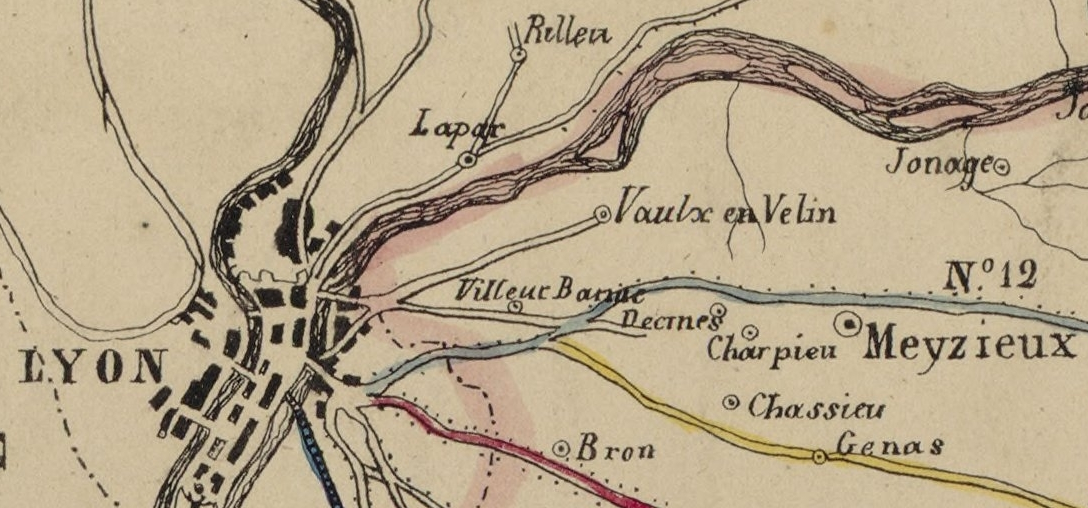
Plan des années 1840 montrant Vaulx-en-Velin dans l'Isère.

Après une pétition des habitants en 1844, le conseil municipal réclame le rattachement de la commune au département du Rhône, en raison de la proximité de la ville de Lyon et pour faciliter les affaires. Par décret impérial du 24 mars 1852, la commune de Vaulx-en-Velin est rattachée en compagnie des autres communes iséroises de Bron, Vénissieux et Villeurbanne au département du Rhône.
Une des constantes de l'histoire de Vaulx-en-Velin est la lutte contre les inondations du Rhône et pour l'assainissement des marais. Des travaux furent entrepris au XVIIe siècle et surtout dans la deuxième moitié du XIXe siècle (construction de la digue St-Jean Villeurbanne/Vaulx, assèchement des marais).

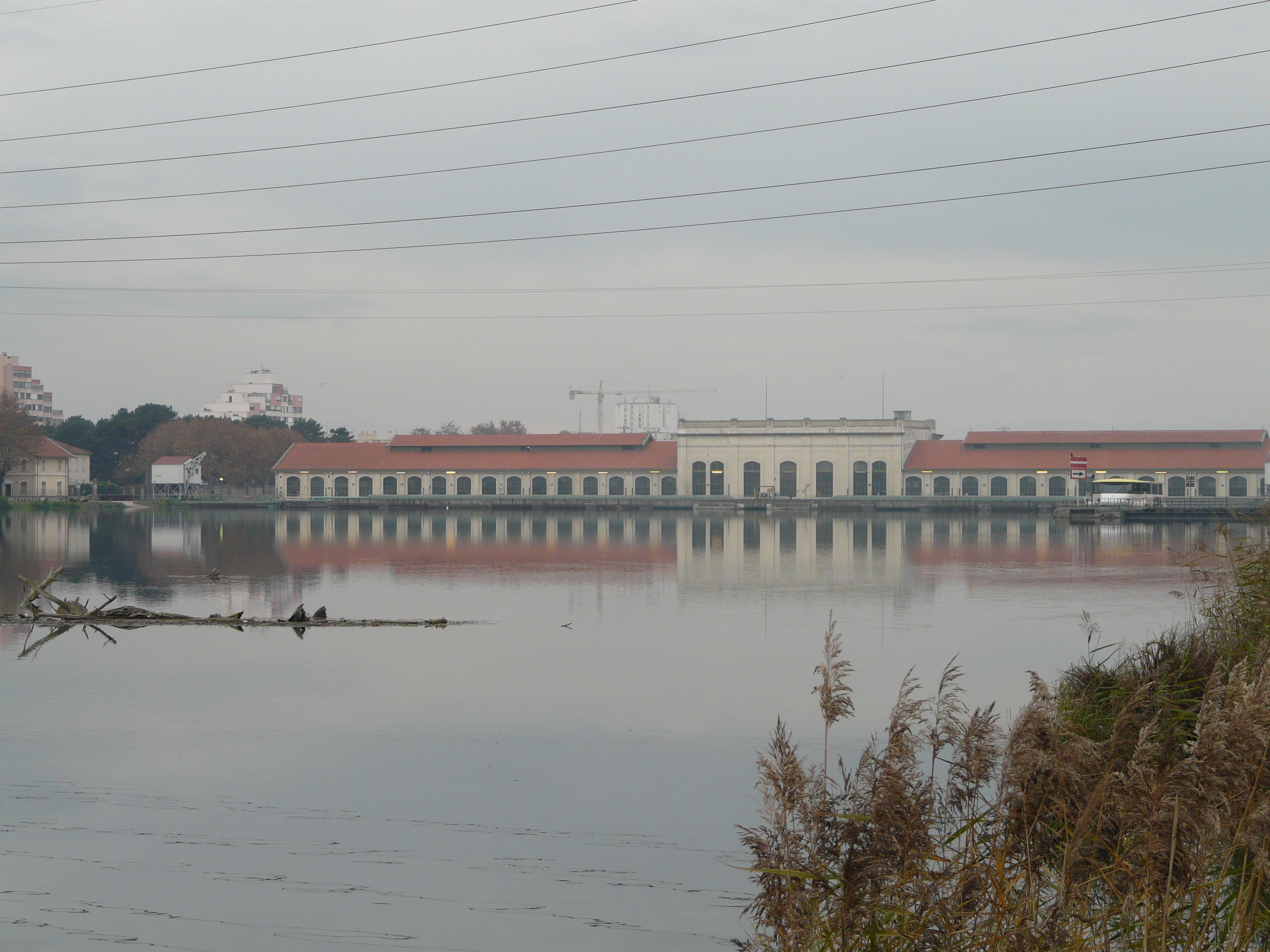
La centrale de Cusset vue depuis Vaulx-en-Velin.

En 1894 sont entrepris les travaux de percement du canal de Jonage, destiné à la fois à alimenter en eau l'agglomération de Lyon et, grâce à la centrale hydroélectrique de Cusset, à fournir à l'industrie une énergie abondante et bon marché. Les premiers projets voient le jour dès 1874, mais en raison notamment de l'opposition de la Compagnie Générale des Eaux et de la Compagnie du Gaz de Lyon, ce n'est qu'en 1892 qu'une loi accorde une concession de 99 ans à la Société Lyonnaise des Forces Motrices du Rhône. Le chantier dure cinq ans et modifie profondément la géographie de Vaulx-en-Velin en isolant le secteur de la Côte, au sud, qui représente environ un quart du territoire, du vieux village au nord. Celui-ci devient une sorte de presqu’île communiquant avec les communes voisines par six ponts construits sur le canal. Le sud, traversé par le Chemin de fer de l'Est de Lyon et les routes de Crémieu et de Genas, verra s'installer dans les décennies suivantes divers établissements industriels. La centrale de Cusset est mise en service en 1899 : il s'agit alors de la plus puissante centrale hydroélectrique du monde. Bien que l'essentiel de la production de l'usine soit réservé à la distribution de force motrice, Vaulx-en-Velin bénéficie comme les communes voisines de l'éclairage des particuliers.

### XXesiècle

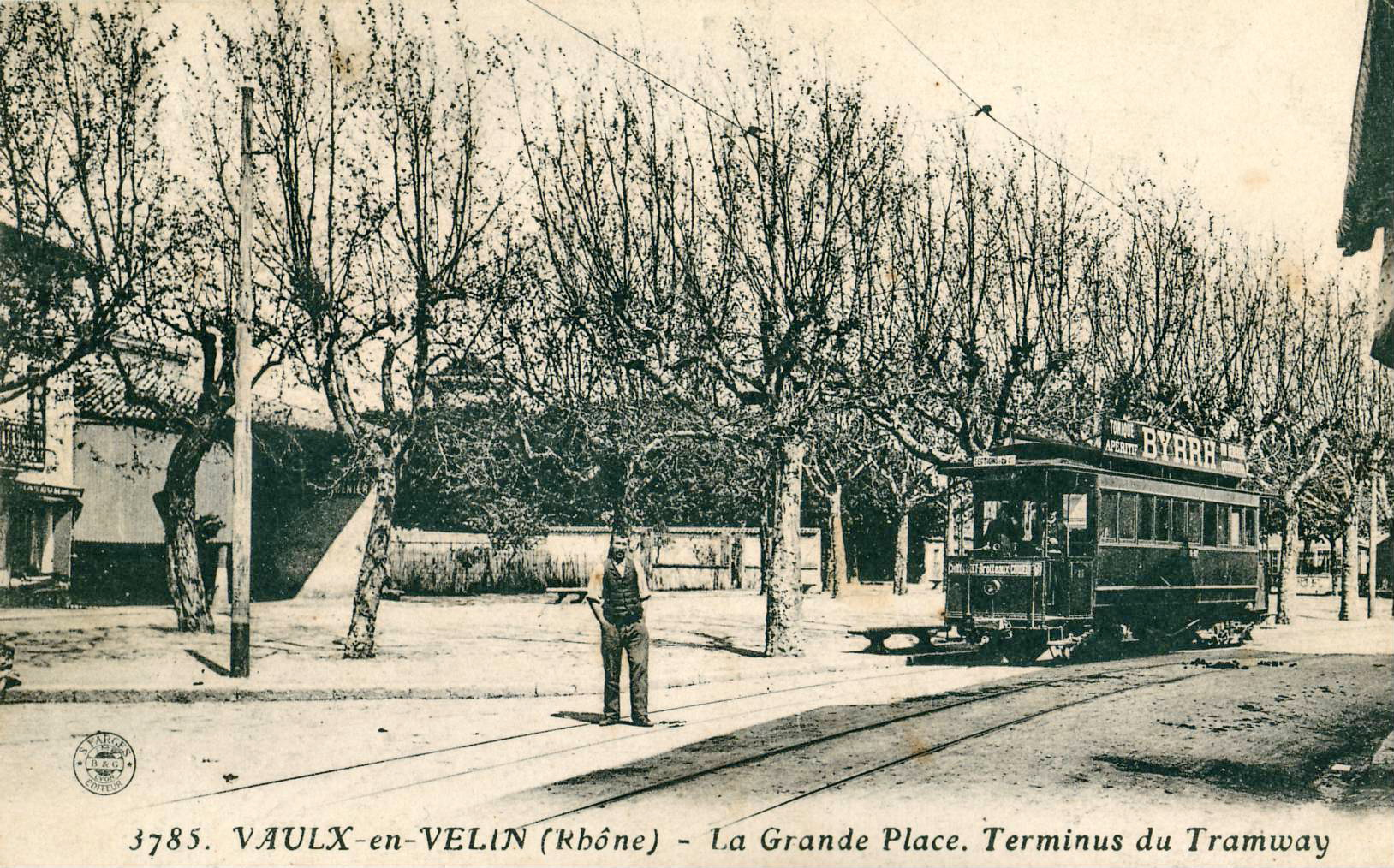
Le terminus du tramway à la Grande Place

La ville est desservie dès 1903 par les tramways lyonnais de la Compagnie Lyonnaise de Tramways (CLT), puis de la compagnie des Omnibus et tramways de Lyon (OTL). La ligne porte l'indice 27 et circule entre les Cordeliers - Croix-Luizet - Vaulx en Velin.

#### L'usine TASE
L'industrialisation à Vaulx-en-Velin commence réellement en 1923 lorsque l'entreprise Gillet achète 75 hectares de terrain dans le quartier de la Poudrette pour y implanter une usine de soie artificielle. La SASE (Soie Artificielle du Sud-Est) est attirée par la ligne ferroviaire de l'Est lyonnais, le canal, la proximité de l'usine hydroélectrique de Cusset, la présence d'une nappe phréatique abondante et pure et le relatif éloignement de Lyon,. Autour de l'usine se construit un nouveau quartier : dès 1924 la « Petite Cité », un ensemble de 97 pavillons totalisant 297 logements est construite par l'entreprise Gillet. Deux ans plus tard est édifiée la « Grande Cité », ensemble de 20 immeubles collectifs qui comprennent 491 logements. La construction de cette deuxième cité, au confort plus sommaire, introduit une division sociale entre la « Petite Cité », qui héberge ingénieurs et cadres, et la « Grande Cité » pour le reste du personnel. La société y mène une politique résolument paternaliste, construisant une école (les blouses sont fournies aux enfants du personnel), des bains-douches, des commerces, une salle de gymnastique. Elle fournit gratuitement à ses employés l'eau, le charbon, l'électricité. Les premiers curés sont également logés et payés par l'usine.

#### Depuis les années 1920
Le 3 mai 1929 le « Bloc ouvrier et paysan » (PCF) remporte les élections municipales : c'est la première municipalité communiste du Rhône. Les communistes perdent l'élection suivante, en 1935, qui voient le retour de l'ancien maire Francis Beausoleil (1920-1929 et 1935-1941). Mais après la Seconde Guerre mondiale et jusqu'en 2014, la ville sera toujours dirigée par le Parti communiste français (ou apparenté). En 30 ans la population a été multipliée par six (1901 : 1 251 habitants ; 1931 : 8 105 habitants).
En 1955-1956 est réalisée la grande digue le long du Rhône, qui résiste à la grande crue de 1957 (la ville est depuis à l’abri des grandes inondations qui revenaient régulièrement).
Par décision interministérielle une Zone à urbaniser en priorité (ZUP) est décidée en 1963. La construction débute en 1970 : de nouveaux équipements commerciaux, sportifs, scolaires, administratifs se créent, ainsi que trois zones d'activités industrielles et une zone maraîchère.
La ZUP est à l'origine d'une forte augmentation démographique (1978 : 43 791 habitants).
La presse régionale et les archives locales évoquent de premiers incidents en 1971. Les premières émeutes urbaines ont lieu en septembre 1979 dans le quartier de la Grappinière : des jeunes affrontent les forces de l'ordre et incendient des voitures,.
En 1975, l’ENTPE (École nationale des travaux publics de l'État) est transférée de Paris à Vaulx. L’ENSAL (École nationale supérieure d'architecture de Lyon) est, quant à elle, transférée d'Écully à Vaulx en 1987.
Dans les années 1990, des émeutes urbaines se produisent à intervalles réguliers. Elles sont largement relayées par la presse nationale. Le 6 octobre 1990 des émeutes éclatent à la suite de la mort de Thomas Claudio, un jeune motard tentant de forcer un barrage de police au Mas du Taureau. Des affrontements ont lieu avec la police, des incendies sont déclenchés et le centre commercial est pillé. Le bilan financier des trois nuits d'émeute est de 80 millions de francs de dégâts matériels. En octobre 1992, Mohamed Bahri, 18 ans, est tué par les gendarmes alors qu'il tente de forcer un barrage au volant d'une BMW volée. Trois nuits d'affrontements, coups de feu sur un commissariat et trente-trois véhicules brûlés ou endommagés. Le dimanche 1er octobre 1995, dans la banlieue lyonnaise, une nuit agitée suit la mort du terroriste islamiste Khaled Kelkal. Les incidents démarrent à Vaulx-en-Velin où environ deux cents jeunes affrontent les forces de l'ordre par petits groupes, puis s'étendent au reste de la banlieue lyonnaise.

### XXIesiècle
Le 22 janvier 2008, Fadela Amara, secrétaire d'État chargée de la politique de la ville, présente son projet de Loi sur la banlieue au Centre culturel Charlie-Chaplin : « Espoir Banlieues - Une dynamique pour la France », séminaire animé notamment par Serge Moati.
La reconstruction urbaine se poursuit avec la destruction des immeubles du quartier Pré de l’Herpe (2010).
Le Grand Lyon disparaît le 1er janvier 2015, et laisse place à la collectivité territoriale de la métropole de Lyon.
Les années 2000 et 2010 enregistrent des affrontements entre forces de l'ordre et émeutiers qui se caractérisent notamment par des barricades et des voitures incendiées.

## Politique et administration

### Tendances politiques et résultats
Vaulx-en-Velin a été gérée quasiment sans-interruption (excepté entre 1935 et 1944) par des majorités communistes de 1929 à mars 2014. Ces majorités, dominées par le PCF, intégraient fréquemment d'autres partis de gauche. Ainsi, il était courant à Vaulx-en-Velin que le maire soit communiste et son premier adjoint socialiste. Aux élections municipales de 2008, Maurice Charrier (PCF) a été élu au premier tour avec 50,56 % des voix devant Hélène Geoffroy, PS (23,94 %), avec un taux de participation de 44 %. À la suite de la démission de Maurice Charrier, Bernard Genin, premier adjoint (PCF), était élu maire le 24 avril 2009. Maurice Charrier a depuis rejoint le Parti de gauche. Aux élections municipales de 2014, Hélène Geoffroy (PS) a été élue maire au second tour devant Bernard Genin (PCF), devenant la première femme maire de cette ville.
Au premier tour de l'élection présidentielle de 2002, Jean-Marie Le Pen devançait Lionel Jospin avec respectivement 21,70 % et 18,47 % des suffrages. Au second tour, le résultat a été de 77,56 % pour Jacques Chirac (RPR) et 22,44 % pour Jean-Marie Le Pen (FN), avec 74,78 % de participation.
Au second tour de l'élection présidentielle de 2007, 64,03 % des suffrages sont allés à Ségolène Royal et 35,97 % à Nicolas Sarkozy, contre respectivement 46,94 % et 53,06 % au niveau national, avec un taux de participation de 78,46 %. Au premier tour, Jean-Marie Le Pen obtenait à Vaulx-en-Velin un résultat un peu moins bon que dans le reste de la France (9,26 % contre 10,44 %), comme François Bayrou (16,15 % contre 18,57 %). Ségolène Royal arrivait en tête avec 39,45 % des suffrages devant Nicolas Sarkozy (21,04 %), pour un taux de participation de 78,89 %.
Aux élections régionales françaises de 2010, la liste conduite par Jean-Jack Queyranne (Union de la Gauche) arrivait largement en tête au second tour avec 68,17 % des suffrages, contre 15,96 % à Bruno Gollnisch (Front National) et 15,87 % à la liste de la majorité présidentielle conduite par Françoise Grossetête.
Aux élections européennes du 9 juin 2024, le parti au pouvoir n'arrive que 4ème à Vaux-en-Velin avec seulement 6,06% (contre 15,29% en 2019),, derrière  LFI (48,16% contre 12,16% en 2019),, le Rassemblement national (17,92% contre 22,86% en 2019), et PS-Place publique (6,90% contre 7,58% en 2019),. La participation est en très forte hausse, à 34,51% contre 26,72%, mais reste très inférieure à la moyenne nationale.

### Administration territoriale
Vaulx-en Velin a été successivement rattachée aux cantons de Villeurbanne en 1793, de Meyzieu en 1801, de La Guillotière en 1852, à nouveau de Villeurbanne en 1854, de Bron en 1964, enfin de Vaulx-en-Velin de 1982 à 2014.

### Instances judiciaires et administratives
Vaulx-en-Velin est située dans le ressort du tribunal de grande instance et de la cour d'appel de Lyon. Une des huit Maisons de justice et du droit de la cour d'appel est implantée dans la commune.

### Jumelages
Vaulx-en-Velin est jumelée avec :
- Böhlen (Allemagne) depuis 1974[70]
- Orcha (Biélorussie) depuis 1975[70]
- Sébaco (Nicaragua) depuis 1987[70]
- Montedoro (Italie) depuis 1988[70]
- Artik (Arménie) depuis 1999[70]
- Chlef (Algérie) depuis 2006[71]
- Beit Sahour (Palestine) depuis 2008[70]
- Ponte da Barca (Portugal) depuis 2019[72]

Un accord de coopération culturelle et d’amitié a été signé en décembre 2001 avec la commune du Port (La Réunion), suivi d'échanges culturels et sportifs.

## Population et société

### Démographie

#### Évolution démographique
L'évolution du nombre d'habitants est connue à travers les recensements de la population effectués dans la commune depuis 1793. Pour les communes de plus de 10 000 habitants les recensements ont lieu chaque année à la suite d'une enquête par sondage auprès d'un échantillon d'adresses représentant 8 % de leurs logements, contrairement aux autres communes qui ont un recensement réel tous les cinq ans,.

En 2022, la commune comptait 52 448 habitants, en évolution de +8,15 % par rapport à 2016 (Rhône : +3,93 %, France hors Mayotte : +2,11 %).
| 1793 | 1800 | 1806 | 1821  | 1831  | 1836  | 1841  | 1846  | 1851  |
| ---- | ---- | ---- | ----- | ----- | ----- | ----- | ----- | ----- |
| 762  | 961  | 986  | 1 045 | 1 125 | 1 170 | 1 182 | 1 233 | 1 287 |

| 1856  | 1861  | 1866  | 1872  | 1876  | 1881  | 1886  | 1891  | 1896  |
| ----- | ----- | ----- | ----- | ----- | ----- | ----- | ----- | ----- |
| 1 263 | 1 340 | 1 260 | 1 238 | 1 245 | 1 258 | 1 251 | 1 270 | 1 314 |

| 1901  | 1906  | 1911  | 1921  | 1926  | 1931  | 1936  | 1946  | 1954  |
| ----- | ----- | ----- | ----- | ----- | ----- | ----- | ----- | ----- |
| 1 251 | 1 235 | 1 315 | 1 588 | 3 745 | 8 124 | 7 386 | 7 821 | 9 630 |

| 1962   | 1968   | 1975   | 1982   | 1990   | 1999   | 2006   | 2011   | 2016   |
| ------ | ------ | ------ | ------ | ------ | ------ | ------ | ------ | ------ |
| 12 118 | 20 726 | 37 866 | 44 160 | 44 174 | 39 154 | 40 300 | 42 726 | 48 497 |

| 2021   | 2022   | - | - | - | - | - | - | - |
| ------ | ------ | - | - | - | - | - | - | - |
| 52 139 | 52 448 | - | - | - | - | - | - | - |

La population vaudaise connaît désormais une croissance continue.

#### Pyramide des âges
La population de la commune est relativement jeune.
En 2018, le taux de personnes d'un âge inférieur à 30 ans s'élève à 48,5 %, soit au-dessus de la moyenne départementale (40,2 %). À l'inverse, le taux de personnes d'âge supérieur à 60 ans est de 15,3 % la même année, alors qu'il est de 21,9 % au niveau départemental.
En 2018, la commune comptait 24 521 hommes pour 26 302 femmes, soit un taux de 51,75 % de femmes, légèrement inférieur au taux départemental (51,92 %).
Les pyramides des âges de la commune et du département s'établissent comme suit.
| Hommes | Classe d’âge | Femmes |
| ------ | ------------ | ------ |
| 0,2    | 90 ou +      | 0,7    |
| 4,3    | 75-89 ans    | 4,6    |
| 9,6    | 60-74 ans    | 10,9   |
| 16,3   | 45-59 ans    | 15,4   |
| 19,9   | 30-44 ans    | 20,9   |
| 20,9   | 15-29 ans    | 21,4   |
| 28,7   | 0-14 ans     | 26,0   |

| Hommes | Classe d’âge | Femmes |
| ------ | ------------ | ------ |
| 0,7    | 90 ou +      | 1,7    |
| 6,2    | 75-89 ans    | 8,4    |
| 13     | 60-74 ans    | 14,2   |
| 18,4   | 45-59 ans    | 17,7   |
| 20,3   | 30-44 ans    | 19,5   |
| 21,8   | 15-29 ans    | 21,1   |
| 19,6   | 0-14 ans     | 17,4   |

#### Immigration
En 2005, 61 % des jeunes de moins de 18 ans avaient au moins un parent immigré.

#### Pauvreté
En 2019, le taux de pauvreté de la commune s'élevait à 32,5 % contre 14,6 % au niveau national, et près de la moitié de la population vit dans l'un des trois quartiers prioritaires de la ville. 
Bon exemple de réseau de solidarité crée en 1994, dans la banlieue lyonnaise : « Interpellé par la pauvreté sévissant à Vaulx-en-Velin, Eitel Moutome Douba porte son intérêt sur les causes et les moyens de lutter contre ce fléau. Pour clarifier son analyse, il participe à une réunion de travail portant sur le problème de l'exclusion dans les banlieues où le rôle des parents comme co-responsables de l'éducaton de leurs enfants est abordée. Aussi convient-il de remédier aux racines de l'exclusion, en empêchant la pauvreté de progresser. Pour cela il décide de subvenir aux besoins des familles en collectant les surplus alimentaires. » (Ce réseau fête ses 30 ans en 2024).

### Enseignement

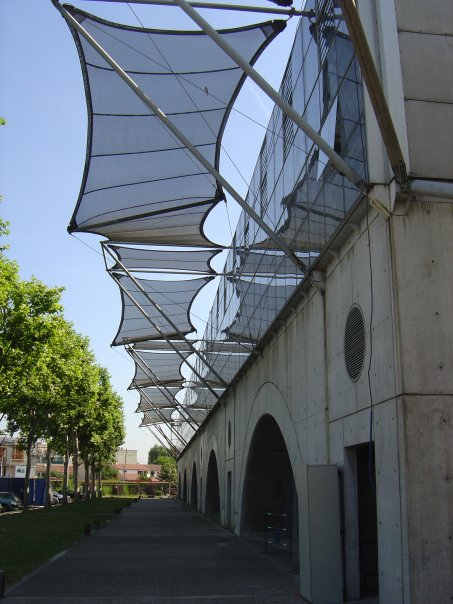
L'École nationale supérieure d'architecture de Lyon à Vaulx-en-Velin

Vaulx-en-Velin est située dans l'académie de Lyon.
La commune gère 17 écoles maternelles et 15 écoles élémentaires. La Métropole de Lyon gère 4 collèges : Aimé-Césaire, Henri-Barbusse, Jacques-Duclos et Pierre-Valdo. Bien qu'installé dans la commune de Villeurbanne, le collège Simone-Lagrange, ouvert à la rentrée 2017, accueille plus de 90 % d'élèves vaudais. La région Rhône-Alpes gère le lycée d'enseignement général Robert-Doisneau, ouvert en 1995, ainsi que le lycée professionnel Les Canuts.
L'« école de production Boisard » est un établissement professionnel privé.
Deux établissements d'enseignement supérieur sont installés à Vaulx-en-Velin : l'École nationale des travaux publics de l'État (ENTPE) depuis 1975 et l'École nationale supérieure d'architecture de Lyon (ENSA Lyon) depuis 1987.

### Manifestations culturelles et festivités

#### Le Centre culturel communal Charlie-Chaplin
Le Centre culturel communal Charlie-Chaplin est une salle de spectacles de 1 000 places. Construit en 1982-1983 sur les plans de l'architecte vénissian Henri Thivillier, il fait partie du réseau des scènes Rhône-Alpes et propose une programmation de spectacles (théâtre, danse, musique) à destination notamment des familles et des enfants. Sa politique artistique s'appuie sur les résidences d'artistes, choix qui permet un soutien à la création contemporaine et facilite les rencontres avec les habitants de la ville et de la Métropole de Lyon.

#### Le planétarium
Le planétarium de Vaulx-en-Velin est un équipement municipal. Il permet de découvrir le cosmos dans des conditions optimales : une salle de 150 places équipée d'une technologie de pointe pour plonger au cœur de l'univers.

#### Cinéma municipal Les Amphis
La ville dispose également d'un cinéma municipal, Les Amphis, d'une école de musique et d'une compagnie de danse. Et dispose aussi du cinéma Pathé au carré de soie, qui dispose de 16 salle dont une avec l'IMAX.

#### Grrrnd Zéro (dit le "GZ")
Aux abords de la ville, d'anciennes papeteries, mises à disposition de l'association du Grrrnd Zéro par la Ville de Lyon ainsi que par la Métropole, ont été reconverties dans les années 2010 en un lieu de vie nocturne et culturel alternatif. Rénové et remis en état, cet espace abrite désormais de nombreux événements culturels et festifs, s'imposant au sein de la vie locale lyonnaise comme un lieu emblématique de la scène underground, punk et queer.

#### Événements culturels
- Festival de jazz de Vaulx-en-Velin[92], qui se déroule au printemps.
- Festival du film court francophone[93], qui a lieu en janvier.
- Rencontres Théâtrales de Lyon[94], ou « ReuTeuLeu », dont l'organisation est principalement prise en charge par les étudiants de l'ENTPE.
- Mini Fête de l'Humanité au Centre Charlie-Chaplin en novembre.
- Biennale du ciel et de l’espace organisée par le Planétarium en février.
- Évasion, festival de musique électronique ayant lieu en juin depuis 2016[95],[96].

### Santé
La Clinique Mutualiste de Lyon disposait de deux sites, dont la clinique de l'Union à Vaulx-en-Velin, spécialisée en maternité et pédiatrie, fermée en 2019 après l'ouverture du Médipôle Lyon-Villeurbanne.

### Sports

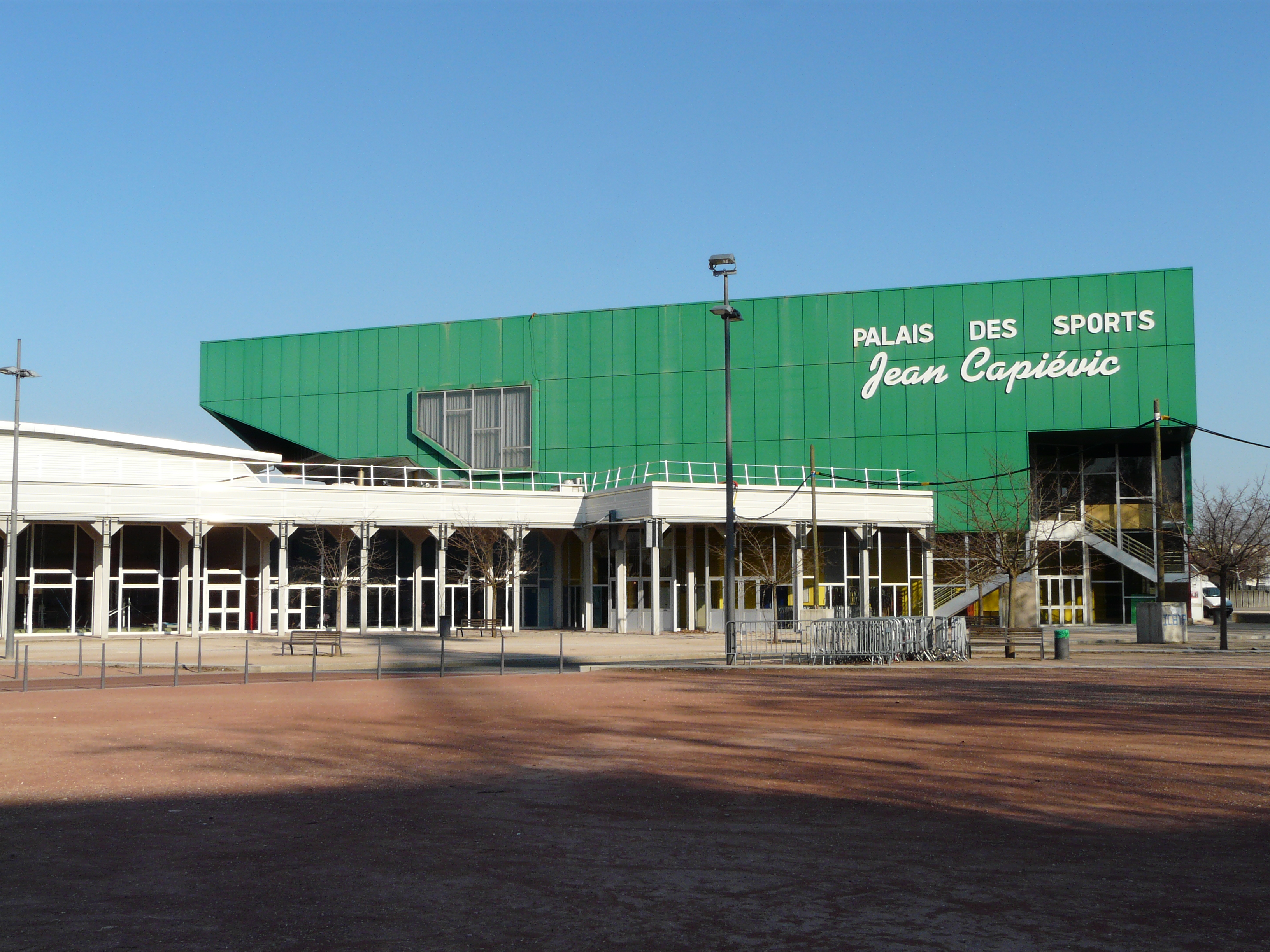
Le palais des sports Jean-Capievic.

L'ASUL Vaulx-en-Velin a remporté le championnat de France féminin de handball en 1973. Elle est vice-championne de France à trois reprises entre 1972 et 1985, année où elle perd en finale lors de la première coupe de France féminine. La section masculine a également joué dans l'élite nationale dans les années 1960 et 1970 mais elle n'est plus active.
Vaulx-en-Velin comporte un club de football : le FC Vaulx-en-Velin, fondé en 1946. Ils évoluent pour l'année 2011 en division d'honneur et comptent parmi leurs joueurs Gressy Benzema, frère de Karim Benzema. En 2011, le club a réalisé un bon parcours en Coupe de France en allant jusqu'aux seizièmes de finale, battu par l'équipe de Ligue 1 du Stade rennais. En 2018 le président du club est Mohamed Fekir, père du footballeur Nabil Fekir. En 2018 le club évolue en National 3.
La ville compte également un club de rugby à XIII : le « Vaulx-en-Velin Rugby League XIII ». La section masculine du club joue en « Nationale »  (la troisième division de rugby à XIII). En 2021, sa section féminine compte une joueuse internationale : Elsa Bedu.

### Médias
La presse locale est représentée par Le Progrès, édition Plaine du Rhône/Villeurbanne. Elle est également représentée par le Journal de Vaulx-en-Velin, journal municipal, anciennement Vaulx Mag.

### Cinéma
Vaulx-en-Velin a servi de lieu de tournage,
- en 2008 au film Didine de Vincent Dietschy
- en 2015 au feuilleton policier de Charlotte Brandström Disparue.

La ville accueille le festival du Film Court Francophone - [Un poing c'est court], festival annuel et international dédié au court métrage.

### Cultes

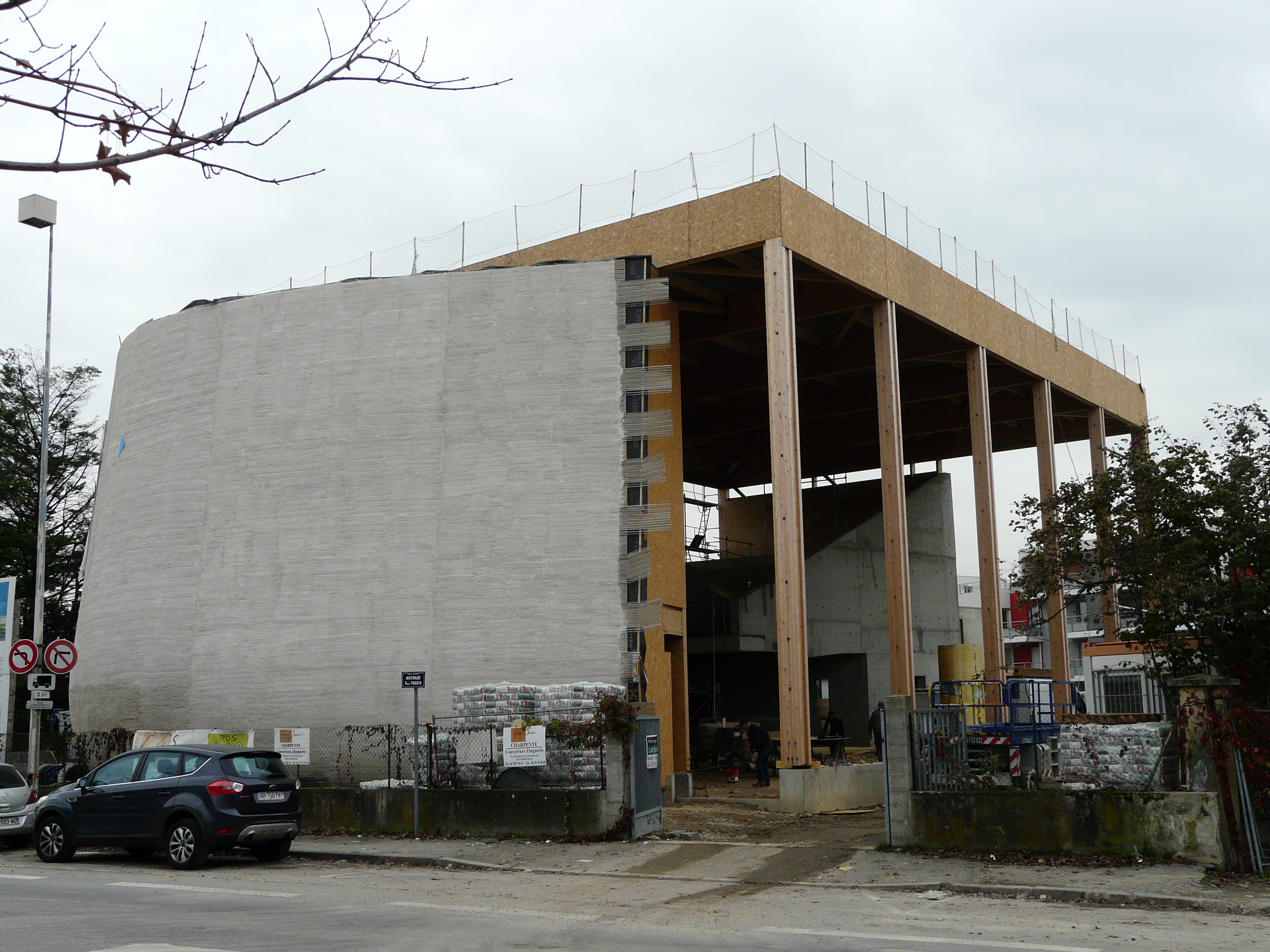
L'église Saint-Thomas en construction en novembre 2011.

Les Vaudais disposent de quatre lieux de culte catholique : la chapelle Saint-Jean et l'église Notre-Dame-de-l'Assomption au sein de la paroisse Notre-Dame-de-l'Assomption, et l'église Saint-Joseph pour la paroisse du même nom. Les deux paroisses dépendent du diocèse de Lyon. Une nouvelle église, dédiée à saint Thomas et d'une capacité de 450 fidèles, a été construite entre le 30 avril 2010 et l'automne 2012, et dédicacée le 2 décembre 2012. Cette nouvelle église est à la fois affectée au culte catholique et assyro-chaldéen.
Il existe cinq lieux de culte musulman à Vaulx-en-Velin : les mosquées Okba-Ibn-Nafee, Bilal, Ben-Dida, Nour, et la mosquée de Vaulx-en-Velin.
Une nouvelle grande mosquée, Okba, est en construction. La pose de la première pierre a eu lieu le 25 juin 2011. La mosquée Okba, promue par l’association Centre musulman Vaulx-en-Velin Okba (CMVO), pourrait accueillir jusqu’à 1 000 fidèles.
L'église évangélique dispose d'un lieu de culte à Vaulx-en-Velin.

## Économie
La ville organise chaque année le Forum de l’économie sociale et solidaire.
Le tissu économique est fort de 1 600 établissements, principalement situés à l'est de la commune. La zone possède encore 28 500 mètres carrés de réserve foncière pour le développement d'activités commerciales, artisanales et industrielles.

### Revenus de la population et fiscalité
En 2010, le revenu fiscal médian par ménage était de 20 895 €, ce qui plaçait Vaulx-en-Velin au 29 339e rang parmi les 31 525 communes de plus de 39 ménages en métropole.
Un tiers des habitants vit en dessous du seuil de pauvreté.

### Population active
La population âgée de 15 à 64 ans s'élevait en 2008 à 25 766 personnes (25 786 en 1999), parmi lesquelles on comptait 63,9 % d'actifs dont 51,0 % ayant un emploi et 12,9 % de chômeurs. En 2008, 35,2 % des actifs ayant un emploi et résidant dans la commune travaillaient à Vaulx-en-Velin, 64,8 % dans une autre commune, principalement du département du Rhône.
Le taux d'activité en 2008 était de 39,8 % pour la tranche d'âge 15 - 24 ans (France métropolitaine : 43,2 %), 80,0 % pour la tranche d'âge 25 - 54 ans (France métropolitaine : 89,6 %), et 40,9 % pour la tranche d'âge 55 - 64 ans (France métropolitaine : 41,5 %).
La répartition par catégories socioprofessionnelles de la population active de Vaulx-en-Velin fait apparaître une sous-représentation des « cadres et professions intellectuelles » et des « professions intermédiaires » et une sur-représentation des « ouvriers » et « employés », par rapport à la moyenne de la France métropolitaine.
Répartition de la population active par catégories socioprofessionnelles (recensement de 2008)
|                             | Agriculteurs | Artisans, commerçants, chefs d'entreprise | Cadres, professions intellectuelles | Professions intermédiaires | Employés | Ouvriers |
| --------------------------- | ------------ | ----------------------------------------- | ----------------------------------- | -------------------------- | -------- | -------- |
| Vaulx-en-Velin              | 0,19 %       | 3,80 %                                    | 5,68 %                              | 16,33 %                    | 33,03 %  | 38,37 %  |
| Moyenne nationale           | 1,71 %       | 5,57 %                                    | 14,84 %                             | 24,02 %                    | 29,02 %  | 23,86 %  |
| Sources des données : INSEE |              |                                           |                                     |                            |          |          |

### Emplois
La commune de Vaulx-en-Velin fait partie de la zone d’emploi de Lyon et dispose d'une agence France Travail.
En 2008 on comptait 20 191 emplois dans la commune, contre 17 954 en 1999. Le nombre d'actifs ayant un emploi résidant dans la commune étant de 13 224, l'indicateur de concentration d'emploi est de 152,7 %, ce qui signifie que la commune offre approximativement un peu plus de trois emplois pour deux Vaudais actifs. Cet indicateur était de 142,5 % en 1999.
La répartition par secteurs d'activité des emplois à Vaulx-en-Velin fait apparaître le fort poids relatif du secteur industriel. L'emploi tertiaire (commerce, services, administrations) représente environ 69,5 % du total à Vaulx-en-Velin, contre près de 76 % en France métropolitaine.
Répartition des emplois par domaines d'activité (recensement de 2008)
|                             | Agriculture | Industrie | Construction | Commerce, transports, services divers | Administration publique, enseignement, santé, action sociale |
| --------------------------- | ----------- | --------- | ------------ | ------------------------------------- | ------------------------------------------------------------ |
| Vaulx-en-Velin              | 0,2 %       | 18,7 %    | 11,5 %       | 46,0 %                                | 23,5 %                                                       |
| Moyenne nationale           | 3,0 %       | 14,3 %    | 6,9 %        | 45,3 %                                | 30,5 %                                                       |
| Sources des données : INSEE |             |           |              |                                       |                                                              |

### Entreprises et commerces
Au 31 décembre 2008, le nombre total d'établissements était de 3 374 répartis de la façon suivante par secteur d'activité : 19 (soit 0,6 %) dans le domaine agricole (agriculture, sylviculture et pêche), 312 (soit 9,2 %) dans le domaine de l'industrie, 500 (soit 14,8 %) dans la construction, 2 196 (soit 65,1 %) dans le commerce, transports et services divers dont 1 050 (soit 31,1 %) dans le commerce et la réparation automobile, enfin 347 (soit 10,3 %) dans les domaines administration publique, enseignement, santé, action sociale.
Dans le secteur industriel, diversifié, on compte parmi les principaux employeurs une fonderie de métaux non ferreux, deux entreprises de robinetterie, des fabriques de compresseurs, de verres optiques, une boulangerie industrielle, mais aussi des appareils médicaux, matériels de mesure, machines-outils, etc.
Le secteur tertiaire est tout aussi diversifié : l'hypermarché Carrefour y est le premier employeur. On compte également des entreprises de transport, de routage, d'ingénierie, de négoce.

## Culture locale et patrimoine

### Lieux et monuments
L'ancienne Usine Tase (« Textile Artificiel du Sud-Est ») a fait l'objet d'une inscription sur la liste du patrimoine du XXe siècle en 2003 et fait l'objet depuis 2011, d'une inscription au monument historique. C'est en 2011, l'un des lieux d'expositions de la biennale d'art contemporain de Lyon.

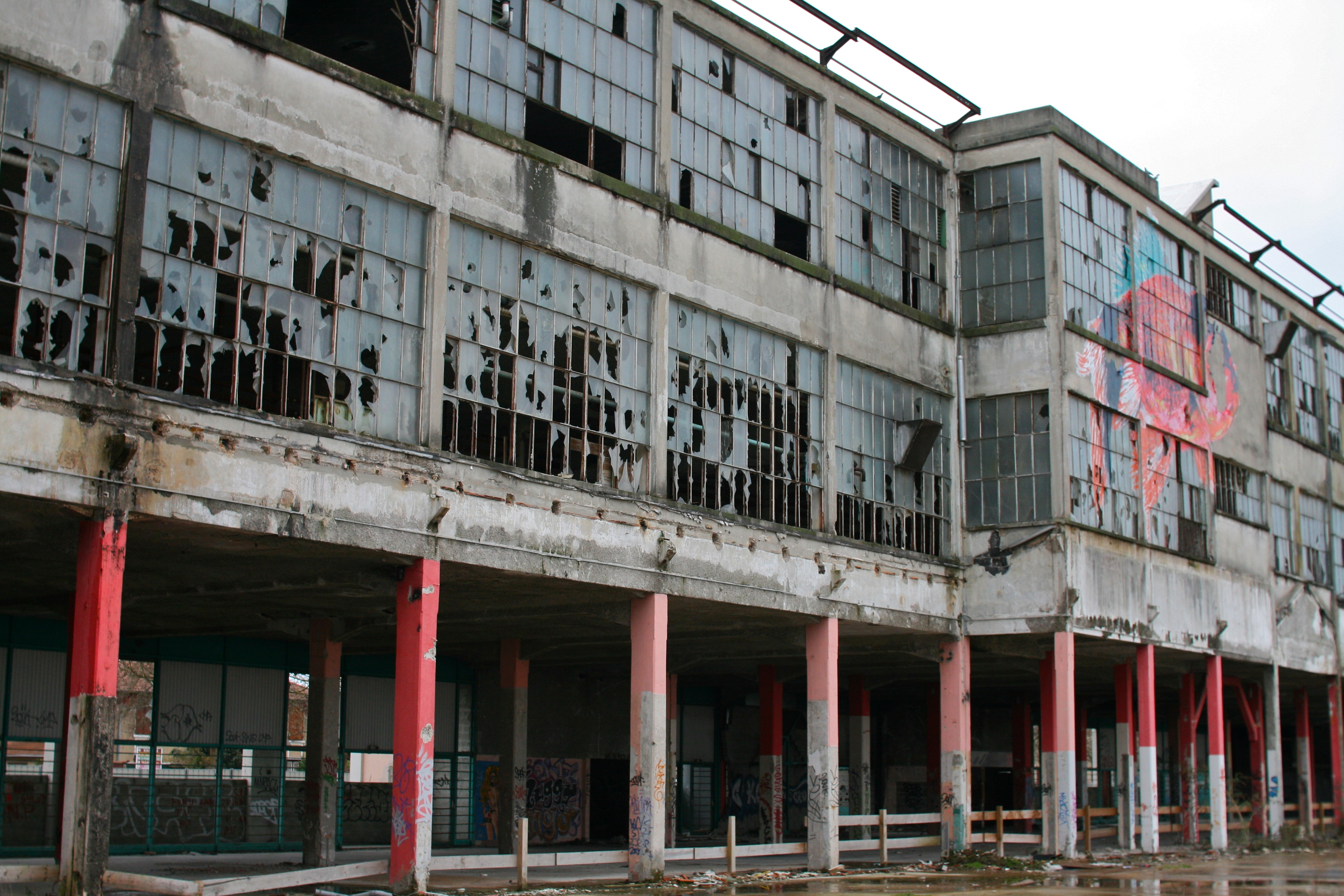
L'usine Tase en mars 2010.

Le planétarium de Vaulx-en-Velin est un équipement municipal consacré à la vulgarisation de l'astronomie. Il est ouvert à tous les publics et peut accueillir 150 personnes. Il a également accueilli en 2011 la première Biennale du ciel et de l’espace de la région Rhône-Alpes. Le planetarium sera intégré au Pôle d'astronomie et de culture spatiale, projet de la ville qui doit ouvrir au printemps 2013.
- Le centre culturel communal Charlie Chaplin.
- L'espace protestant Théodore-Monod.
- La « salle de découvertes scientifiques » EbulliScience.
- L'église Notre-Dame-de-l'Assomption, dans l'ancien village de Vaulx-en-Velin, a été construite en 1842 pour remplacer la vieille église très délabrée. L'architecte lyonnais Louis Dupasquier en fit un édifice de style romano-byzantin.
- Le grand parc de Miribel-Jonage, zone de loisirs de 2 200 hectares dont 300 permettant la baignade, avec le lac des Eaux Bleues et la Planète tonique.
- La médiathèque Maison de Quartier Léonard de Vinci. architecte : Rudy Ricciotti. ouverture le 8 février 2022

### Patrimoine culturel
Tous les 8 décembre, Vaulx-en-Velin fête le cardon, légume typiquement vaudais qui aime les sols alluviaux. La manifestation, organisée par la confrérie du cardon, rassemble jusqu'à 10 000 personnes et comprend, outre la traditionnelle dégustation de gratin de cardon, des spectacles de rue, concerts et feu d'artifice.

### Personnalités liées à la commune

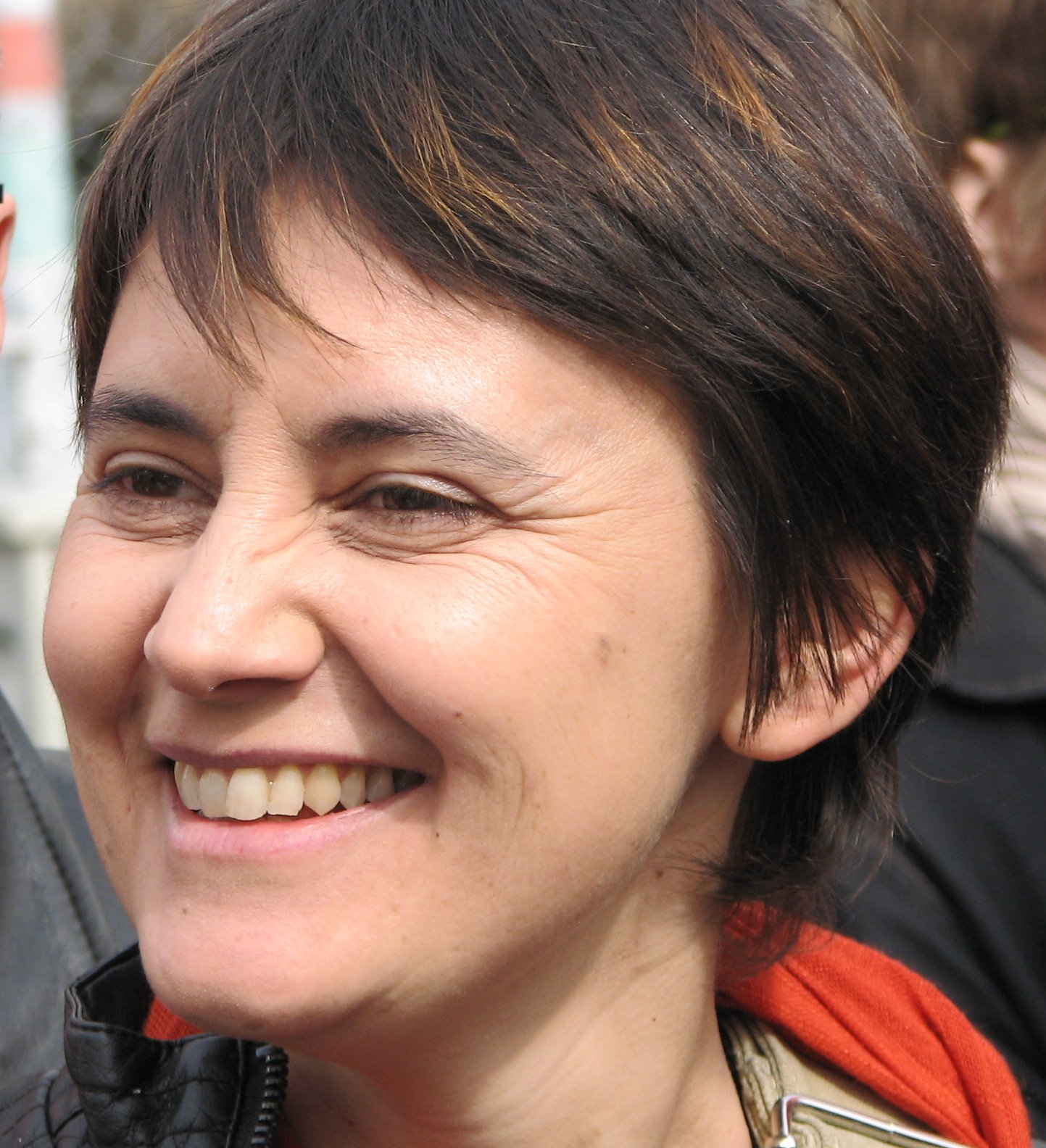
Nathalie Arthaud.

- Jean François de La Poype, militaire connu pour sa participation au Siège de Toulon au côté de Napoléon, né le 31 mai 1758 à Lyon, meurt le 27 janvier 1851 dans la commune
- Marcel Achard, auteur dramatique, fut instituteur à Vaulx-en-Velin en 1917.
- Nathalie Arthaud, porte-parole de Lutte ouvrière et candidate aux élections présidentielles de 2012 et 2017, a été conseillère municipale de Vaulx-en-Velin, chargée de la Jeunesse entre 2008 et 2014, élue sur une liste soutenue par le PCF.
- Hélène Geoffroy, députée (PS) de la 7e circonscription du Rhône de 2012 à 2017, maire de Vaulx-en-Velin de 2014 à 2016 et depuis 2017, puis secrétaire d'État à la Politique de la ville dans les gouvernements Valls II et Cazeneuve de 2016 à 2017.
- Nabil Fekir, né le 18 juillet 1993, footballeur, formé au club de football FC Vaulx-en-Velin, membre de l'équipe de France 2018 championne du monde, citoyen d'honneur de la ville[116].
- Toumi Djaïdja et Thomas Claudio, victimes de violences policières lors des émeutes de 1970 et Mohamed Bahri, victime de violences policières en 1992 .

### Littérature
- Paola Pigani (1963-), Et ils dansaient le dimanche (2021), roman historique sur l'Usine Tase et ses immigrés (années 1930-1936), 228 pages  (ISBN 979-10-349-0430-3)

### Héraldique, logotype et devise
| Armes de Vaulx-en-Velin | Les armes de Vaulx-en-Velin se blasonnent ainsi : Parti : au premier d'or à la pince multiprises de gueules, son bec à senestre, remplie de sable entre ses branches, dans sa coulisse et entre ses mâchoires, à la tige d'argent brochant sur la branche senestre de la pince supportant deux feuilles du même, l'une sur l'autre, à dextre, au second d'or aux six burelles de sable ; au lion de gueules armé, lampassé et couronné d'argent, brochant sur le quart senestre du premier et sur le tout du second. |

## Pour approfondir